# 長島邦英
長島 邦英（ながしま くにひで、1976年6月 - ）は、NSGグループ本部広報室のマネージャー。
元エフエム新津 (RADIO CHAT) のアナウンサー、元愛媛朝日テレビ (eat) のアナウンサー。

## 来歴
埼玉県行田市出身。関西大学法学部法律学科卒業、同大学院修士課程修了。
大学在学中にアナウンサーを志し、生田教室に通う。就職活動は難航するが、インターネットでエフエム新津のアナウンサー募集を知り、迷うことなくこれに応募。そして大学院を修了後、同局のアナウンサーになる。
2004年10月にエフエム新津を退社し、2005年4月に愛媛朝日テレビへ移籍した。同局への入社前、東京アナウンスセミナーに通っていたことがある。同期の水口佳美とともにアナウンス部に配属された後、管理部門勤務となる。
その後、NSGグループの起業支援事業を知り、その姿勢に共感。2016年4月に同グループに入社し、本部広報室のマネージャーとなる。また、家族とともに新潟県新潟市へ移住した。新潟への移住後には、自分の好きな日本史（特に戦国武将関連）を活用した観光事業を立ち上げるため、県内各地で活動を展開している。歴史ライターとしても活動しており、その際には黒武者 因幡（くろむしゃ いなば）のペンネームを用いる。

## 担当番組

### エフエム新津
- モーニング・ブリーズ[10]
- CHAT Com Com CITY[10]
- CHAT スポーツ・パブ 〜マンスポ！〜[11]

### 愛媛朝日テレビ
- い〜テレ[12]
- eatニュースBOX[13]

## 著書
- 20分で読めるシリーズ 武士に忠義を求めるな！サラリーマンは藤堂高虎のように7回転職しろ?!（電子書籍、発売日：2016年5月13日、著：黒武者因幡、企画・編集：MBビジネス研究班、出版社：まんがびと）